# サンドゥ、学校へ行こう!
『サンドゥ、学校へ行こう!』（サンドゥ、がっこうへ いこう、原題：상두야, 학교가자!）は、2003年に韓国放送公社（KBS）で放送された韓国の連続テレビドラマ。コン・ヒョジンとピが主演した恋愛劇で、脚本をイ・ギョンヒが書き、イ・ヒョンミンが演出した。2003年9月15日から11月4日までKBS2チャンネルで毎週月曜と火曜の21時50分から毎回約60分間、全16回にわたって放送された。
当時人気歌手だったピは、本作以前の演技経験はSBSで放送されたシットコム『オレンジ』の出演のみだったが、主演に抜擢され、本作の演技が評価され2003年のKBS演技大賞で新人賞を受賞した。

## あらすじ
両親を交通事故で亡くしたサンドゥは親代わりになったやくざな叔父のマンドゥに捨てられ、裕福な夫婦の養子になる。ウンファンとは初恋同士だったが、高校生のときウンファンと母が借金のため夜逃げした際に、サンドゥはウンファンのためにと思った行動がもとで前科を負い、養父母に縁を切られる。少年院を出所後親切にしてやったセラと一夜を共にしたことでセラが産んだ子ボリを自分の娘と思わされたサンドゥは、病気のボリの治療費のために複数の有閑中年女性を金づるとするいわゆるツバメをしていた。
高校教師になっていたウンファンを見かけたサンドゥは、ウンファンの高校の守衛になる。一方ウンファンには恋人がいて、その恋人はボリの主治医だった。

## 登場人物

### 主要人物
チェ・ウンファン（ウナン）
演 - コン・ヒョジン
太山（テサン）高校の教師。サンドゥの初恋相手。ミンソクの恋人。
チャ・サンドゥ
演 - ピ
ウンファンが務める太山高校で守衛になり、解雇されると太山高校の生徒になる。ボリの養父。ウンファンの初恋相手。
カン・ミンソク
演 - イ・ドンゴン
ウンファンの恋人。ボリの主治医。
ハン・セラ
演 - ホン・スヒョン
ボリの実母。シムナンの娘パルラン。

### サンドゥの周辺人物
チャ・ボリ
演 - ソン・ミンジュ
サンドゥの養女。セラの子。
チャ・マンドゥ
演 - イ・ヨンハ
サンドゥの叔父で養父。

### ウンファンの周辺人物
コン・シムラン（シムナン）
演 - チョン・エリ
ウンファンの継母。セラ（パルラン）の実母。
チェ・ジファン
演 - ヨ・スンヒョク
太山高校の生徒。ウンファンの弟。

### 太山高校の人物
ユン・ヒソ
演 - ビン（チョン・ヘビン）
太山高校の生徒。
ソン・ジョンドゥ
演 - シン・グ
太山高校の校長。